# Donald Read
Pour les articles homonymes, voir Read.
Donald Read (né le 31 juillet 1930 et mort le 1er octobre 2018) est un historien britannique spécialiste, entre autres, de l'histoire des médias.

## Biographie
Né en 1930, Donald Read est professeur d'histoire anglaise à l'université du Kent à partir des années 1970. Lors de l'arrivée de cette dernière à Canterbury, il contribue à la renaissance de la branche histoire, en 1971-1972, au même titre que d'autres enseignants, tels que Peter Roberts et Grayson Ditchfield. Il est président de la branche histoire de l'université du Kent.
L'un de ses premiers livres, au début des années 1960, met en lumière la montée d'une opinion publique active dans le nord de l'Angleterre et la région des Midlands, au XIXe siècle, via des débats nourris et très suivis, sur l'esclavage, le parlementarisme ou des incidents comme le Massacre de Peterloo.
Ses recherches sur l'histoire moderne du Royaume-Uni permettent de relativiser l'importance du « Welfare state » dans les années d'après la Première Guerre mondiale, mis en place sous les auspices de gouvernements dominés par les libéraux. Selon ses travaux, il s'est plus agi d'un service social, assurant des minimums sociaux plutôt que le maximum, tel que l'entend traditionnellement l'expression de « Welfare state ». Entre 1985 et 1988, il a été président de l'Association historique britannique.
Au tout début des années 1990, l'un des dirigeants de l'agence de presse Reuters, Michael Nelson, fait appel à lui pour effectuer des recherches dans les archives de l'entreprise, avec le concours de l'archiviste de l'agence, John Entwistle, et rédiger une histoire de Reuters plus complète que celle publiée quarante plus tôt par Graham Storey. C'est Asa Briggs, historien britannique spécialiste de l'époque victorienne, qui recommande Donald Read à Michael Nelson. Ce dernier avait auparavant échoué auprès de plusieurs autres historiens, contactés pour accomplir ce travail.

## Ouvrages
- (en) Press and People 1790–1850: Opinion in Three English Cities, 1961.
- (en) The english Provinces, 1760-1960, a Study in Influence, 1964[3].
- (en) Cobden and Bright, 1967.
- (en) Edwardian England 1901-15, 1972.
- (en) A History of England in eleven volumes, 1979.
- (en) Peel and the Victorians, 1987.
- (en) The power of news: the history of Reuters, 1992, réédité en 1999.

## Source
- (en) Michael Nelson, Castro and stockmaster : A life in Reuters, Troubador Publishing, 2011 (lire en ligne).